# Zítsa
Zítsa (Zitsa) är en ort i Grekland.   Den ligger i prefekturen Nomós Ioannínon och regionen Epirus, i den nordvästra delen av landet, 300 km nordväst om huvudstaden Aten. Zítsa ligger 645 meter över havet och antalet invånare är 613.
Terrängen runt Zítsa är huvudsakligen kuperad, men västerut är den bergig. Runt Zítsa är det ganska tätbefolkat, med 52 invånare per kvadratkilometer. Närmaste större samhälle är Ioánnina, 19,9 km sydost om Zítsa. Trakten runt Zítsa består till största delen av jordbruksmark.